# Полеви транзистор с ребровиден канал
Полевият транзистор с ребровиден канал (FinFET) е многогейтов електронен елемент, по специално MOS полеви транзистор, изграден върху подложка, като гейтът е разположен от две, три или четири страни на управляемия канал между сорса и дрейна, образувайки дву- или дори многогейтова структура. Тези елементи са получили наименованието си поради това, че каналът формира ребра върху повърхността на силициевата подложка. Електронните елементи от тип FinFET имат значително по-кратко време на комутиране и по-висока плътност на тока в сравнение с планарната CMOS технология.
Полевият транзистор с ребровиден канал е вид непланарен транзистор т.е. триизмерен транзистор. Той е основата за съвременно производство на наноелектронни интегрални схеми. Микросхемите, използващи логически елементи от типа FinFET, бяха предложени за първи път след 2010 г. и се превърнаха в преобладаваща структура на логическия елемент при технологиите с 14 nm, 10 nm и 7 nm. 
Обичайното положение е един полеви транзистор с ребровиден канал да съдържа няколко ребра за канала, разположени едно до друго и покрити от един и същи гейт, като от електрическа гледна точка те действат като едно цяло с цел увеличаване на управляващото действие на гейта и други показатели.